# Escarza
Se llama escarza a la herida causada en el pie de las caballerías. La escarza es consecuencia de las funciones del pie, de su papel de sostén del cuerpo y de amortiguación de las reacciones. 

## Etiología
Las escarzas son más comunes en las manos de los animales que en los pies, en el talón interno que en el externo. Son más frecuentes en verano y con una temperatura elevada ya que deseca la uña y permite retraerse. Se observan con mucha frecuencia en los pies encastillados de talones altos así como en los pies planos de talones bajos, deprimidos, abiertos, de tapa delgada. 
Son comunes en los caballos que trabajan a marchas rápidas sobre un terreno duro o pedregoso. Se ha dicho también que la emigración contribuye a la generación de las escarzas. Pero el gran factor etiológio es el herrado defectuoso. Las escarzas se observan en los pies cuyos talones se han debilitado rebajando demasiado las barras, la ranilla. Las herraduras mal ajustadas, las de juntura reinvertida o prolongadas de callos, los ramplones voluminosos son las causas predisponentes más habituales. 
Añadamos en fin la permanencia de los cuerpos duros, arena, tierra desecada e interpuesta entre la ranilla y un callo de la herradura. 

## Sintomatología
La tapa profunda de las regiones posteriores de la palma se halla infiltrada de sangre en una extensión variable. A veces, esta mancha equimótica está limitada a la comisura y al querafilo de las cuartas partes o de las barras. Es lo que se conoce con el nombre de escarza seca. No es raro encontrar estas manchas equimóticas dispuestas por escalas, prueba evidente de la intermitencia de acción de la causa. La infiltración sanguínea proviene de la hemorragia de los tejidos rasgados o mortificados. En general, esta clase de escarza no se acompaña de ninguna cojera y pasa inadvertida. 
Si el daño ha sido amplio, el tejido se inflama pero comprimido por la tapa no puede tumefactarse. De aquí resulta para el animal un dolor vivo y una cojera intensa. La serosidad infiltra la tapa o se deposita en el vacío producido por la separación de dicha parte y la membrana tegumentaria. Esta es la llamada escarza húmeda. 
Si la infección del foco inflamatorio se produce y ésta se realizara por una fisura de la tapa, se establece la supuración y la escarza se llama entonces supurada. El líquido purulento despega poco a poco el tejido de su revestimiento córneo y sale al nivel de la laguna o rodete. Más tarde, el pus acaba por macerar y necrosar la membrana tegumentaria, el cojinete plantar, los cartílagos, la falange y determina la conocida como escarza complicada. En estos últimos casos la cojera es siempre intensa, el pie está caliente y sensible, especialmente en el talón. 

## Diagnóstico
El diagnóstico no ofrece dificultades, el sitio de la cojera se determina con facilidad por el calor anormal y la sensibilidad del pie. Después de adelgazada la tapa en los talones se aprecian perfectamente los desórdenes producidos. 
El pronóstico varía con la extensión de las lesiones y la naturaleza de las complicaciones. La escarza seca y la húmeda son poco graves pero pueden reproducirse. La escarza supurada o complicada exige generalmente un tratamiento largo. 